# Rangeley Plantation
Rangeley Plantation es una plantación ubicada en el condado de Franklin en el estado estadounidense de Maine. En el Censo de 2010 tenía una población de 189 habitantes y una densidad poblacional de 1,54 personas por km².

## Geografía
Rangeley Plantation se encuentra ubicada en las coordenadas 44°52′3″N 70°41′3″O / 44.86750, -70.68417. Según la Oficina del Censo de los Estados Unidos, Rangeley Plantation tiene una superficie total de 123.04 km², de la cual 105.6 km² corresponden a tierra firme y (14.17%) 17.44 km² es agua.

## Demografía
Según el censo de 2010, había 189 personas residiendo en Rangeley Plantation. La densidad de población era de 1,54 hab./km². De los 189 habitantes, Rangeley Plantation estaba compuesto por el 98.94% blancos, el 0% eran afroamericanos, el 0.53% eran amerindios, el 0.53% eran asiáticos, el 0% eran isleños del Pacífico, el 0% eran de otras razas y el 0% pertenecían a dos o más razas. Del total de la población el 0.53% eran hispanos o latinos de cualquier raza.